# Matang Rayeuk (Peudawa)
Matang Rayeuk is een bestuurslaag in het regentschap Aceh Timur van de provincie Atjeh, Indonesië. Matang Rayeuk telt 396 inwoners (volkstelling 2010).